# Limnodriloides fraternus
Limnodriloides fraternus är en ringmaskart som beskrevs av Erséus 1990. Limnodriloides fraternus ingår i släktet Limnodriloides och familjen glattmaskar. Inga underarter finns listade i Catalogue of Life.